# Thaumalea malickyi
Thaumalea malickyi är en tvåvingeart som beskrevs av Günther Theischinger 1979. Thaumalea malickyi ingår i släktet Thaumalea och familjen mätarmyggor. Inga underarter finns listade i Catalogue of Life.